# Yvette Pierpaoli
Yvette Pierpaoli (18 mars 1938 - 18 avril 1999) est une militante humanitaire française, membre fondateur de l'association Refugees International. En 2001, elle inspira le thriller La Constance du jardinier à John le Carré.

## Biographie
Yvette Pierpaoli naît le 18 mars 1938 dans une famille modeste, au Ban-Saint-Martin, commune de l'agglomération messine. Après l'annexion de la Moselle en 1940, la famille d'Yvette s'installe à Nancy. Après la guerre, elle revient à Scy-Chazelles. À quinze ans, Yvette Pierpaoli devient l'une des premières radio-amateurs françaises. Elle travaille ensuite à la direction du service des Mines de Metz, mais en 1958, après une dispute avec son père, elle quitte la maison familiale et se rend à Paris. Elle rencontre un ressortissant cambodgien, qu'elle suit au Cambodge avec sa fille en 1967. Entreprenante, elle fait des affaires à Phnom Penh dans l'import-export. 
En 1974, un grand nombre de réfugiés arrivent à Phnom Penh, fuyant l'avance des Khmers rouges. Se sentant touchée par leur sort, Yvette Pierpaoli consacre alors du temps aux enfants réfugiés, adoptant l'un d'entre eux. Elle devient bientôt responsable, au Cambodge, d'une compagnie aérienne américaine, la Continental Air Services, effectuant de nombreux allers et retours entre Phnom Penh et Bangkok. Décrite par un journaliste comme « une aventurière au grand cœur, travaillant pour la CIA », Pierpaoli a catégoriquement nié cette accusation, bien que la CIA finançât à cette époque la petite compagnie aérienne. À cette époque, elle rencontre l'auteur anglais John le Carré, qui dresse d'elle le portrait savoureux d'une femme dynamique, préoccupée seulement par le sort des plus démunis. 
Après la chute de Phnom Penh, le 17 avril 1975, elle commence à visiter régulièrement les camps de réfugiés accueillant des Cambodgiens à la frontière thaïlandaise. Elle consacre alors son temps à l'aide humanitaire dans ce secteur. En 1985, Yvette Pierpaoli rentre en France et s'installe près d'Uzès. Elle repart ensuite pour le Guatemala, pays exsangue après une guerre civile. Elle y fonde une association « Tomorrow », recueillant des fonds avec d'autres bénévoles, pour équiper un dispensaire. En 1986, elle doit revenir en France, épuisée. La même année, elle effectue une mission humanitaire à La Paz, en Bolivie, construisant des maisons pour les déshérités. En 1992, elle publie son autobiographie Femme aux mille enfants : du Cambodge à la Bolivie, un combat pour faire naître l'espoir et devient représentante de l'association Refugees International en Europe.
Dans les années 1990, elle effectue plusieurs missions dans les zones sinistrées du Mali, du Niger, du Bangladesh, de l’Albanie, mais aussi en Asie du Sud-Est. En 1991, elle se rend notamment en Birmanie, contribuant à l'attribution du prix Nobel de la paix à la citoyenne birmane Aung San Suu Kyi. Le 18 avril 1999, elle trouve la mort dans un accident de voiture, au cours d'une mission en Albanie.

## Sources
- François Jung : Yvette Pierpaoli, Héroïne lorraine de Faction humanitaire, Mémoires de l'Académie Nationale de Metz, Metz, 2001 (pp 259-265).
- Femme aux mille enfants : du Cambodge à la Bolivie, un combat pour faire naître l'espoir / Yvette Pierpaoli, 1992
- article du Monde du 22 avril 1999.
- Pour Yvette Pierpaoli sur Libération (article du 22 avril 1999, consulté le 13 décembre 2013).